# Prosthechea pseudopygmaea
Prosthechea pseudopygmaea är en orkidéart som först beskrevs av Achille Eugène Finet, och fick sitt nu gällande namn av Wesley Ervin Higgins. Prosthechea pseudopygmaea ingår i släktet Prosthechea och familjen orkidéer. Inga underarter finns listade i Catalogue of Life.